# Apostolepis assimilis
Apostolepis assimilis este o specie de șerpi din genul Apostolepis, familia Colubridae, descrisă de Reinhardt 1861. Conform Catalogue of Life specia Apostolepis assimilis nu are subspecii cunoscute.